# Вейник Коржинского
Ве́йник Коржи́нского (лат. Calamagrostis korshinskyi) — вид однодольных растений рода Вейник (Calamagrostis) семейства Злаки (Poaceae).
Растение впервые описано российским ботаником Дмитрием Ивановичем Литвиновым в 1921 году и названо в честь российского ботаника Сергея Ивановича Коржинского.

## Распространение, описание
Эндемик Таджикистана.
Гемикриптофит. Стебель прямостоячий, высотой 50—70 см. Травянистое растение с очерёдным листорасположением. Листья простые, ланцетной либо линейной формы. Соцветие — колос, цветки мелкие. Плод — зерновка жёлтого цвета.